# Abundancia relativa

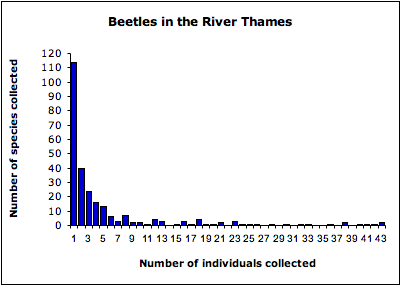
Abundancia relativa de coleópteros colectados en el río Támesis. Se grafica el número de especies contra su abundancia.

La abundancia relativa es la proporción de una especie o taxón respecto a todas las especies o taxones contenidos en un sitio.
Es un componente de biodiversidad y se refiere a cuan común o rara es una especie en comparación con otras especies en una comunidad biológica o una ubicación definida. La abundancia relativa puede representarse como el porcentaje de un organismo, donde el 100% es el número total de organismos en el área. Las abundancias relativas tienden a formar patrones específicos que son estudiados por la ecología. En la naturaleza las diferentes poblaciones existen en proporciones diferentes dentro de las comunidades; este es el concepto básico de abundancia relativa.
En ecología, la abundancia relativa es medida por el índice de Simpson, también conocido como el índice de la diversidad de las especies o índice de dominancia, que representa la probabilidad de que dos individuos, dentro de un hábitat, seleccionados al azar pertenezcan a la misma especie. Es decir, cuanto más se acerca el valor de este índice a la unidad, existe una mayor posibilidad de dominancia de una especie y de una población; y cuanto más se acerque el valor de este índice a cero mayor es la biodiversidad de un hábitat.